# Monumento a los muertos de marzo
El Monumento a los muertos de marzo (en alemán: Denkmal für die Märzgefallenen) es un monumento expresionista en el Cementerio central de Weimar en Weimar, Alemania que conmemora a los trabajadores muertos en el Putsch de Kapp. 
El diseño para el monumento por parte de Walter Gropius en 1920 fue seleccionado en una competición organizada por el Gewerkschaftskartell.
El monumento fue construido entre 1920 y 1922. La ceremonia de inauguración fue el 1 de mayo de 1922.
Motivado por desacuerdo político y el concepto de arte degenerado, el gobierno Nazi destruyó el monumento en febrero de 1936. Pero fue reconstruido en 1946.

## Arquitectura
La forma del monumento alude a un rayo. La estructura está construida en cemento.